# Belzoni (Misisipi)
Belzoni es una ciudad del Condado de Humphreys, Misisipi, Estados Unidos. Según el censo de 2000 tenía una población de 2.663 habitantes. Fue llamada así en honor al arqueólogo y explorador italiano Giovanni Battista Belzoni.

## Demografía
Según el censo de 2000, había 2.663 personas, 934 hogares y 640 familias residiendo en la localidad. La densidad de población era de 1071,0 hab./km². Había 1.018 viviendas con una densidad media de 409,4 viviendas/km². El 30,49% de los habitantes eran blancos, el 68,08% afroamericanos, el 0.04 amerindios, el 0,64% asiáticos, el 0,60% de otras razas y el 0,15% pertenecía a dos o más razas. El 1,35% de la población eran hispanos o latinos de cualquier raza.
Según el censo, de los 934 hogares en el 33,8% había menores de 18 años, el 35,3% pertenecía a parejas casadas, el 28,6% tenía a una mujer como cabeza de familia, y el 31,4% no eran familias. El 28,2% de los hogares estaba compuesto por un único individuo, y el 11,8% pertenecía a alguien mayor de 65 años viviendo solo. El tamaño promedio de los hogares era de 2,83 personas, y el de las familias de 3,49.
La población estaba distribuida en un 32,2% de habitantes menores de 18 años, un 11,4% entre 18 y 24 años, un 27,3% de 25 a 44, un 17,8% de 45 a 64, y un 11,3% de 65 años o mayores. La media de edad era 30 años. Por cada 100 mujeres había 85,7 hombres. Por cada 100 mujeres de 18 años o más, había 77,5 hombres.
Los ingresos medios por hogar en la localidad eran de 20.690 dólares ($), y los ingresos medios por familia eran 25.521 $. Los hombres tenían unos ingresos medios de 26.466 $ frente a los 15.833 $ para las mujeres. La renta per cápita para la ciudad era de 13.022 $. El 35,0% de la población y el 29,3% de las familias estaban por debajo del umbral de pobreza. El 47,4% de los menores de 18 años y el 27,3% de los habitantes de 65 años o más vivían por debajo del umbral de pobreza.

## Geografía
Según la Oficina del Censo de los Estados Unidos, la localidad tiene un área total de 2,5 km², todos ellos correspondientes a tierra firme.